# Hilary McKay
Hilary Jane McKay (Boston, 12 giugno 1959) è una scrittrice britannica.

## Biografia
Nata a Boston nel 1959 dall'ingegnere Ronald e dall'infermiera Mary Damms, vive e lavora nel Derbyshire.
Dopo gli studi di zoologia, inglese e botanica all'Università di St. Andrews, prima di dedicarsi a tempo pieno alla scrittura ha lavorato come scienziata nel campo della protezione pubblica.
Ha esordito nella narrativa per ragazzi nel 1991 con Le sorelle Conroy aggiudicandosi l'anno successivo il Guardian children's fiction prize e in seguito ha dato alle stampe numerosi romanzi e racconti principalmente destinati ad un pubblico giovane.
Tra i riconoscimenti ottenuti si segnalano due Premi Costa: nel 2002 con L'angelo di Saffy e nel 2018 con The Skylarks’ War. 

## Vita privata
Sposatasi il 13 agosto 1992 con l'insegnante Kevin McKay, la coppia ha avuto 2 figli, Jim e Bella.

## Opere

### Serie Conroy
- Le sorelle Conroy (The Exiles, 1991), Milano, Feltrinelli, 2003 traduzione di Francesca Ferrando ISBN 88-07-92067-0.
- Le Conroy sognano l'Africa (The Exiles at Home, 1993), Milano, Feltrinelli, 2004 traduzione di Cecilia Veronese ISBN 88-07-92082-4.
- Amore a casa Conroy (Exiles in Love, 1996), Milano, Feltrinelli, 2005 traduzione di Valeria Bastia ISBN 88-07-92091-3.

### Serie Porridge Hall
- Dog Friday (1994)
- Dolphin Luck (1998)
- Amber Cat (1995)

### Serie Paradise House
- Treasure in the Garden (1995)
- Zoo in the Attic (1995)
- The Echo in the Chimney (1996)
- The Magic in the Mirror (1996)
- Birthday Party (2000)
- Keeping Cotton Tail (2000)
- The Echo in the Chimney / Magic in the Mirror (2016)

### Serie Pudding Bag School
- The Birthday Wish (1998)
- Cold Enough for Snow (1998)
- A Strong Smell of Magic (1999)

### Serie Casson
- L'angelo di Saffy (Saffy's Angel, 2001), Milano, Feltrinelli, 2006 traduzione di Cecilia Veronese ISBN 88-07-92099-9.
- La stella di Indaco (Indigo's Star, 2003), Milano, Feltrinelli, 2008 traduzione di Valeria Bastia ISBN 978-88-07-92104-9.
- Permanent Rose (2005)
- Caddy Ever After (2006)
- Forever Rose (2007)
- Caddy's World (2011)

### Serie Charlie
- Charlie and the Big Birthday Bash (2009)
- Charlie and the Cat-flap (2007)
- Charlie and the Great Escape (2007)
- Charlie and the Big Snow (2007)
- Charlie and the Rocket Boy (2008)
- Charlie and the Cheese and Onion Crisps (2008)
- Charlie and the Haunted Tent (2008)
- Hello Charlie (2009)
- Charlie and the Tooth Fairy (2009)

### Serie Lulu
- The Duck in the Park (2011)
- The Dog from the Sea (2011)
- The Cat in the Bag (2011)
- The Rabbit Next Door (2012)
- The Hedgehog in the Rain (2012)
- The Hamster in the Night (2013)
- The Caterpillars (2014)

### Serie Binny
- Binny for Short (2013)
- Binny in Secret (2015)
- Binny Bewitched (2016)

### Serie Fairy Tales
- The Tower and the Bird (2017)
- Straw into Gold (2017)
- The Rose Round the Palace (2017)
- The Fountain in the Market Square (2017)
- Chickenpox and Crystal (2017)
- The Prince and the Problem (2017)
- Over the Hills and Far Away (2017)
- Things Were Different in Those Days (2017)
- What I Did in the Holidays (2017)
- Sweet William by Rushlight (2017)

### Altri romanzi
- Happy and Glorious (1996)
- Why Didn't You Tell Me? (1996)
- Practically Perfect (1996)
- Pirates Ahoy (1999)
- There's a Dragon Downstairs (2003)
- Rose's Flying Feeling (2005)
- Swop! (2005)
- Dragon! (2006)
- The Story of Bear (2007)
- Pazzesco! (Amazing!, 2008), Roma, Sinnos, 2011 traduzione di Laura Russo ISBN 978-88-7609-138-4.
- The Surprise Party (2009)
- Wishing for Tomorrow (2009)
- Roman Britain (2015)
- Love to Everyone (2018)
- The Skylarks' War (2018)
- The Time of Green Magic (2019)
- La guerra delle farfalle (The Swallows' Flight), Firenze-Milano, Giunti, 2021 traduzione di Roberto Serrai ISBN 9788809878426.

## Premi e riconoscimenti
- Guardian children's fiction prize: 1992 vincitrice con Le sorelle Conroy
- Costa Book Awards: vincitrice nella categoria "Libro per ragazzi" con L'angelo di Saffy (2002) e con The Skylarks' War (2018)
- Premio Andersen: 2022 vincitrice nella categoria "Miglior libro oltre i 15 anni" con La guerra delle farfalle[8]